# 22868 Karst
22868 Karst è un asteroide della fascia principale. Scoperto nel 1999, presenta un'orbita caratterizzata da un semiasse maggiore pari a 2,7998861 UA e da un'eccentricità di 0,1280116, inclinata di 1,07901° rispetto all'eclittica.